# Gomphus kinzelbachi
Gomphus kinzelbachi é uma espécie de libelinha da família Gomphidae.
Pode ser encontrada nos seguintes países: Irão e Iraque.
Os seus habitats naturais são: rios.
Está ameaçada por perda de habitat.